# Gundel Kilian
Gundel Kilian (geboren 1928 in Rechberg) ist eine deutsche Fotografin, die über 60 Jahre am Staatstheater Stuttgart fotografisch tätig war.

## Leben und Werk
Gundel Kilian ist ausgebildete Tänzerin und war 1948 bis 1953 Teil der Kompanie des Stuttgarter Balletts. Sie heiratete 1953 den Fotografen Hannes Kilian und hörte auf, als Tänzerin zu arbeiten. Von ihrem Mann erlernte sie das Fotografieren und begann 1955 als freie Theater- und Ballettfotografin zu arbeiten. Während ihrer jahrzehntelangen Arbeit am Staatstheater Stuttgart hielt sie unzählige Momente aus Proben und Aufführungen vieler berühmter Tänzerinnen und Tänzer wie Richard Cragun, Marcia Haydée, Reid Anderson, Rudolf Nurejew, Birgit Keil, Tamas Detrich fest, der Ballettsaal war für sie ein Ort zum Krafttanken. Mit ihren Aufnahmen hat Kilian vierzig Jahreskalender des Stuttgarter Balletts veröffentlicht, der Kalender von 2019 war der letzte. Sie hat unter anderem Bildbände über Kang Sue-jin und Vladimir Malakhov veröffentlicht, beider Karrieren hat sie über mehrere Jahre begleitet.
Das 46.000 Filme umfassende Negativarchiv des Ehepaars Kilian befindet sich im Haus der Geschichte Baden-Württemberg in Stuttgart. Gundel Kilian lebt seit den 1980er-Jahren in Wäschenbeuren.

## Ausstellungen (Auswahl)
- Gundel Kilian – Bühnenfotografie aus sechs Jahrzehnten, Schloss Filseck, 2021[5]
- Theatermenschen – Fotografien von Gundel Kilian, Museum Moderner Kunst Wörlen Passau, 2016
- Vladimir Malakhov, verschiedene Orte, 2005
- 40 Jahre Stuttgarter Ballett, Stuttgart, 2001

## Veröffentlichungen
- Gundel Kilian: Stuttgarter Ballett - Auf neuen Wegen, Kunstverlag Weingarten, Unterhaching 1991.
- Stephan Götz, Gundel Kilian: Sue Jin Kang, Daco Verlag, Stuttgart 2001.

- Cornelia Stilling-Andreoli, Gundel Kilian: Marcia Haydée - Divine, Henschelverlag, Berlin 2005.

- Gundel Kilian: Vladimir Malakhov »Jahrhunderttänzer«, Daco Verlag, Stuttgart 2006.
- Hrsg.: Stuttgarter Ballett. Red.: Andrea Gern, Jörg Skupin. Alle Fotos von Gundel und Hanns Kilian: Cranko moves Stuttgart: John Cranko zum 80. Geburtstag, Staatstheater Stuttgart, 2007.
- Gundel Kilian: Hannes Kilian: 1909 - 1999, Hatje Cantz, Ostfildern 2009.
- Gundel Kilian: Motion & Emotion: Bühnenfotografie aus sechs Jahrzehnten, Daco Verlag, Stuttgart 2018.
- Cornelia Stilling-Andreoli, Gundel Kilian: Unorthodox: Wegbereiterinnen der tänzerischen Moderne und Postmoderne in Texten und Bildern, Florian Noetzel Verlage GmbH, Wilhelmshaven 2019.